# Orden de Isabel la Católica
La Real Orden de Isabel la Católica es una distinción de España, instituida por el rey Fernando VII el 14 de marzo de 1815, con el nombre de Real y Americana Orden de Isabel la Católica, con el fin de «premiar la lealtad acrisolada y los méritos contraídos en favor de la prosperidad de aquellos territorios».

## Historia
La orden fue instituida por el rey Fernando VII el 14 de marzo de 1815, siendo reorganizada mediante un real decreto de 26 de julio de 1847, cuando tomó su nombre actual.
El último reglamento fue aprobado por real decreto en 1998. Su función actual es «premiar aquellos comportamientos extraordinarios de carácter civil, realizados por españoles y extranjeros, que redunden en beneficio de la Nación o que contribuyan, de modo relevante, a favorecer las relaciones de amistad y cooperación de la Nación Española con el resto de la Comunidad Internacional».
En la actualidad depende del Ministerio de Asuntos Exteriores de España. El gran maestre de la orden es el rey de España mientras que el gran canciller de la Orden es el ministro de Asuntos Exteriores. Todos los títulos de las condecoraciones de la Orden deben llevar las firmas de ambos.[cita requerida]

## Grados e insignia
La orden puede ser otorgada a corporaciones, instituciones, personas jurídicas, organismos o entidades públicas o privadas, en este caso se les concede la corbata o la placa de honor.

Las armas de Alfonso XIII adornadas con collar y manto de la orden.

La Real Orden consta de 9 grados, los cuales constan de insignias distintivas entre ellos, y llevan anexos diferentes tratamientos dependiendo del grado asignado.
La insignia de su grado más alto, Collar, consta de una banda, un collar (del cual cuelga la cruz), y una placa. En el caso de la Gran Cruz, la insignia consta de una placa distintiva, al igual que en el caso de Encomienda de Número. La Encomienda consta de una cruz pendiente del cuello, aunque las damas pueden usar la cruz en un lazo. Las insignias del resto de los grados constan de una cruz o medalla que se utiliza en el pecho, o en el caso de las damas, en forma de lazo.
| Grados de la Real Orden de Isabel la Católica | Grados de la Real Orden de Isabel la Católica | Grados de la Real Orden de Isabel la Católica | Grados de la Real Orden de Isabel la Católica | Grados de la Real Orden de Isabel la Católica | Grados de la Real Orden de Isabel la Católica | Grados de la Real Orden de Isabel la Católica | Grados de la Real Orden de Isabel la Católica | Grados de la Real Orden de Isabel la Católica | Grados de la Real Orden de Isabel la Católica | Grados de la Real Orden de Isabel la Católica |
| --------------------------------------------- | --------------------------------------------- | --------------------------------------------- | --------------------------------------------- | --------------------------------------------- | --------------------------------------------- | --------------------------------------------- | --------------------------------------------- | --------------------------------------------- | --------------------------------------------- | --------------------------------------------- |
| Grado                                         | Grado                                         | Collar                                        | Gran Cruz                                     | Encomienda de Número                          | Encomienda                                    | Cruz de Oficial                               | Cruz                                          | Cruz de Plata                                 | Medalla de Plata                              | Medalla de Bronce                             |
| Tratamiento                                   | Tratamiento                                   | Excelentísimo/a Señor/a                       | Excelentísimo/a Señor/a                       | Ilustrísimo/a Señor/a                         | Señor/a                                       | Señor/a                                       | Señor/a                                       | Señor/a                                       | Señor/a                                       | Señor/a                                       |
| Cinta                                         |                                               |                                               |                                               |                                               |                                               |                                               |                                               |                                               |                                               |                                               |
| Insignia                                      | Masculina                                     |                                               |                                               |                                               |                                               |                                               |                                               |                                               |                                               |                                               |
| Insignia                                      | Femenina (opcional)                           |                                               |                                               |                                               |                                               |                                               |                                               |                                               |                                               |                                               |

## Desposesión de distinciones
El agraciado con cualesquiera de las categorías que haya sido sentenciado por la comisión de un delito doloso o pública y notoriamente haya incurrido en actos contrarios a las razones determinantes de la concesión de la distinción podrá, en virtud de expediente iniciado de oficio o por denuncia motivada, y con intervención del Fiscal de la Real Orden, ser desposeído del título correspondiente a la distinción concedida, decisión que corresponde a quien la otorgó.[cita requerida]